# Judgement Day (Esham)
Judgement Day è il secondo album in studio del rapper statunitense Esham, pubblicato nel 1992.

## Tracce

### Vol. 1: Day
1. Nine Dead Bodies – 2:15
2. The Boogieman – 1:58
3. How Do I Plead to Homicide – 3:54
4. I'd Rather Be Dead – 2:50
5. Momma Was a Junkie – 4:05
6. Once You Go Black – 4:30
7. Makin' More Music – 3:15
8. Hit and Run – 2:51
9. Thinking to Myself – 2:27
10. Fallen Angel – 3:19
11. I Met This Little Girlie – 3:13
12. Acid – 3:30
13. Devilish Mood – 2:27
14. My Last Words – 3:12
15. Losin My Religion – 1:55

### Vol. 2: Night
1. Judgement Day – 3:29
2. Living in Incest" – 3:37
3. Play Dead" – 2:43
4. 13 Ways – 3:26
5. Finger in the Cake Mix – 4:12
6. The Devil Gets Funky – 3:38
7. Crib Death – 2:07
8. Dead By Day – 2:00
9. Wake the Dead – 3:57
10. Dumb Bitch – 1:31
11. U Wanna Know Somethin – 1:18
12. Hoe Role – 3:41
13. Dyin to Be Down – 3:23
14. Sell Me Yo Soul – 3:53
15. We Got Some Nonbelievers – 2:18